# Międzynarodowa Unia Geograficzna
Międzynarodowa Unia Geograficzna, MUG (ang. International Geographical Union, fr. Union géographique internationale) – międzynarodowa organizacja naukowa utworzona 22 lipca 1922 w Brukseli. Polska jest jej członkiem od 1925.

## Historia
MUG powołuje specjalne komisje zajmujące się określonym tematem. Działają przez 4 lata, a ich liczba jest zmienna. Każda komisja składa się z 8 reprezentantów różnych krajów. Instytucja wydaje kwartalnik IGU Newsletter.
Najwyższą władzą Międzynarodowej Unii Geograficznej jest Zgromadzenie Ogólne. Do jego zadań należy ustalanie statutu organizacji, wybór władz, powoływanie komisji. Na czele MUG stoi prezes, wybierany na cztery lata.
W latach 1968–1972 prezesem był Polak, Stanisław Leszczycki; w latach 1964–1968 oraz 1972–1976 był on wiceprezesem. Oprócz niego funkcję wiceprezesa pełnili Eugeniusz Romer (1928–1938 i 1946–1949) oraz Stanisław Pawłowski (1938–1939).

## Prezesi
| L.p. | Kadencja  | Prezes                | Kraj              |
| ---- | --------- | --------------------- | ----------------- |
| 1    | 1922–1924 | Roland Bonaparte      | Francja           |
| 2    | 1924–1928 | General Vacchelli     | Włochy            |
| 3    | 1928–1931 | General Bourgeois     | Francja           |
| 4    | 1931–1934 | Isaiah Bowman         | Stany Zjednoczone |
| 5    | 1934–1938 | Charles Close         | Wielka Brytania   |
| 6    | 1938–1949 | Emmanuel de Martonne  | Francja           |
| 7    | 1949–1952 | George B. Cressey     | Stany Zjednoczone |
| 8    | 1952–1956 | L. Dudley Stamp       | Wielka Brytania   |
| 9    | 1956–1960 | Hans W. Ahlmann       | Szwecja           |
| 10   | 1960–1964 | Carl Troll            | Niemcy            |
| 11   | 1964–1968 | Shiba P. Chatterjee   | Indie             |
| 12   | 1968–1972 | Stanisław Leszczycki  | Polska            |
| 13   | 1972–1976 | Jean Dresch           | Francja           |
| 14   | 1976–1980 | Michael J. Wise       | Wielka Brytania   |
| 15   | 1980–1984 | Akin L. Mabogunje     | Nigeria           |
| 16   | 1984–1988 | Peter Scott           | Australia         |
| 17   | 1988–1992 | Roland J. Fuchs       | Stany Zjednoczone |
| 18   | 1992–1996 | Herman Th. Verstappen | Holandia          |
| 19   | 1996–2000 | Bruno Messerli        | Szwajcaria        |
| 20   | 2000–2004 | Anne Buttimer         | Irlandia          |
| 21   | 2004–2006 | Adalberto Vallega     | Włochy            |
| 22   | 2008–2012 | Ronald Francis Abler  | Stany Zjednoczone |
| 23   | 2012–2016 | Władimir Kołosow      | Rosja             |
| 24   | 2016–2020 | Yukio Himiyama        | Japonia           |